# Jaroslav Kořán
Jaroslav Kořán (17. ledna 1940 Praha – 2. června 2017) byl český překladatel z angličtiny, scenárista, podnikatel a politik. V letech 1990–91 byl pražským primátorem.

## Život
V roce 1968 absolvoval scenáristiku a dramaturgii na filmové fakultě AMU. Poté pracoval několik let ve filmovém studiu Barrandov jako scenárista. Pracoval například na snímku Smrt si vybírá. V roce 1973 byl spolu s Ivanem Jirousem zatčen v hospodě při zpívání „bujarých písní o Rusech-vrazích“. Ve vězení strávil jeden rok. Po propuštění pracoval jako strojník Pražských kanalizací a vodních toků.
V sedmdesátých a osmdesátých letech překládal z angličtiny  převážně moderní beletrii. Do češtiny převedl celkem 71 děl od Vonneguta, Dahla, Wyndhama, Bukowského a dalších (viz seznam níže).
Po revoluci se věnoval politice a spoluzakládal Občanské fórum. 1. února 1990 se stal pražským primátorem. Ve funkci vydržel až do 13. září následujícího roku, kdy byl odvolán a vystřídal ho Milan Kondr.
Potom, v letech 1992 až 1995 byl šéfredaktorem české mutace časopisu Playboy. Od roku 1995 byl ředitelem Gallery s. r. o., která se zaměřuje na pořádání výstav a vydávání výtvarných publikací.

## Seznam překladů
(údaje získány ze stránek obce překladatelů)
| Český název                                                    | Původní název                                                                         | Autor                     | Formát          | Nakladatelství (edice)          | Rok vydání | Poznámka                                                  |
| -------------------------------------------------------------- | ------------------------------------------------------------------------------------- | ------------------------- | --------------- | ------------------------------- | ---------- | --------------------------------------------------------- |
| Únos                                                           | Snatch                                                                                | Rennie Airth              | román           | Mladá fronta                    | 1973       | jméno překladatele neuvedeno                              |
| Ztracený Leonardo                                              | Lost Leonardo                                                                         | J. G. Ballard             | povídka         | Mladá fronta                    | 1987       |                                                           |
| Dopisy z Afriky                                                |                                                                                       | Marvin Hartley Bell       | výběr básní     | Světová literatura, 1/1991      | 1991       | in: Ze současné americké poezie                           |
| Hvězdná myš                                                    | Mouse                                                                                 | Fredric William Brown     | povídka         | Mladá fronta                    | 1987       | in: Vesmír je báječné místo pro život                     |
| Říkají mu Buk                                                  |                                                                                       | Charles Bukowski          | výběr básní     | Světová literatura, 1/1991      | 1979       |                                                           |
| Náš pomyslný host Charles Bukowski                             |                                                                                       | Charles Bukowski          | výběr básní     | Divadlo hudby OKS               | 1988       |                                                           |
| Pojistka smrti                                                 | Double Indemnity                                                                      | James Mallahan Cain       | román           | Odeon                           | 1987       | Spolu s "Pošťák vždycky zvoní dvakrát"                    |
| Pošťák vždycky zvoní dvakrát                                   | The Postman Always Rings Twice                                                        | James Mallahan Cain       | román           | Odeon                           | 1987       | Spolu s "Pojistka smrti"                                  |
| Vyplácení služky                                               | Spanking the Maid                                                                     | Robert Coover             | novela          | Argo                            | 2001       |                                                           |
| Čtyři klíče. Velká vlaková loupež                              | The Great Train Robbery                                                               | John Michael Crichton     | román           | Mladá fronta                    | 1992       |                                                           |
| Danny, Mistr světa                                             | Danny the Champion of the World                                                       | Roald Dahl                | román           | Albatros                        | 1990       |                                                           |
| Devětadvacet políbení                                          | Twenty-Nine Kisses                                                                    | Roald Dahl                | sbírka povídek  | Mladá fronta                    | 1992       |                                                           |
| Jakub a obří broskev                                           | James and the Giant Peach                                                             | Roald Dahl                | román           | Albatros                        | 1993       | + Pavel Šrut [verše]                                      |
| Jedenadvacet polibků                                           | Twenty-Nine Kisses                                                                    | Roald Dahl                | sbírka povídek  | Mladá fronta                    | 1986       |                                                           |
| Karlík a továrna na čokoládu                                   | Charlie and Chocolate Factory                                                         | Roald Dahl                | román           | Mateřídouška                    | 1971       | + Pavel Šrut [verše]                                      |
| Líbej mě, líbej.                                               | Someone Like You, Kiss Kiss                                                           | Roald Dahl                | sbírka povídek  | Mladá fronta                    | 1969       |                                                           |
| Milostné rošády                                                | Switch Bitch                                                                          | Roald Dahl                | sbírka povídek  | Odeon                           | 1984       |                                                           |
| Pokoj v podkroví                                               | The Playroom                                                                          | Mary Drayton              | drama           |                                 | 1983       | premiéra Divadlo Jiřího Wolkra                            |
| Anička na Měsíci                                               | Ann in the Moon                                                                       | Frances D. Francis        | román           | Knihovna Sluníčka               | 1973       |                                                           |
| Oběť                                                           | Victim                                                                                | Mario Fratti              | drama           |                                 | 1982       | premiéra Divadlo Jiřího Wolkra                            |
| Bez roucha                                                     | Noises off                                                                            | Michael Frayn             | drama           |                                 |            | premiéra Činoherní klub, též pod titulem Zepředu, zezadu) |
| Horký den, horká noc                                           | Hot Day, Hot Night                                                                    | Chester Bomar Himes       | román           | Odeon                           | 1989       | in: 3x černý Harlem                                       |
| Dlouhé čekání                                                  | I'll Be Waiting                                                                       | Raymond Thornton Chandler | povídka         | Kviz, 4/1968                    | 1968       |                                                           |
| Harvey                                                         | Harvey                                                                                | Mary Coyle Chase          | drama           |                                 | 1988       | premiéra Realistické divadlo 1988, Jihočeské divadlo 1993 |
| Boty mrtvého muže                                              |                                                                                       | Michael Innes             | povídka         | Odeon                           | 1987       | in: 15 pátračů                                            |
| Naštěstí pro kňoura                                            | A Lucky Day for the Boar                                                              | Gerald Kersh              | povídka         | Makropulos                      | 1993       | in: Makropulos speciál                                    |
| Vyhoďme ho z kola ven                                          | One Flew Over the Cuckoo's Nest                                                       | Ken Elton Kesey           | román           | Odeon                           | 1979       |                                                           |
| Galway Kinnell – básnický samorost v nejlepší americké tradici |                                                                                       | Galway Kinnell            | výběr básní     | Světová literatura, 2/1985      | 1985       |                                                           |
| Adam a Eva                                                     | Not with a Bang                                                                       | Damon Francis Knight      | povídka         | Repertoár malé scény, 11/1967   | 1967       |                                                           |
| Co jsme to tátovi provedli                                     | The Evolution Man                                                                     | Roy Lewis                 | román           | Odeon                           | 1987       |                                                           |
| Prachy                                                         | Bread                                                                                 | Ed McBain                 | román           | Mladá fronta                    | 1977       |                                                           |
| Z dopisů Anais Nin                                             | Letters to Anaïs Nin                                                                  | Henry Valentine Miller    | úryvky z dopisů | Světová literatura, 6/1968      | 1968       |                                                           |
| Tiché dny v Clichy                                             | Quiet Days at Clichy                                                                  | Henry Valentine Miller    | román           | Sešity pro literaturu a diskusi | 1969       | 2. část cenzurou zabavena; Znovu vydané Concordia 1991    |
| Malý svět Louise Stillmana                                     | The Small World of Lewis Stillman                                                     | William Francis Nolan     | povídka         | Orbis                           | 1970       | in: Lupiči mrtvol                                         |
| Milionový jeep                                                 | The Willy's Dream Kit                                                                 | Jan Novák                 | román           | 68 Publishers                   | 1989       | 68 Publishers 1989; Atlantis 1992                         |
| Měsíc pro smolaře                                              | A Moon for the Misbegotten                                                            | Eugene Gladstone O'Neill  | drama           |                                 | 1994       | premiéra Národní divadlo 1994                             |
| Horáčtina                                                      | Mountain Language                                                                     | Harold Pinter             | drama           |                                 | 1989       | premiéra Realistické divadlo 1989                         |
| Léto na krásném bílém koni                                     |                                                                                       | William Saroyan           | výběr povídek   | Práce                           | 1981       | + Josef Schwarz, Zdeněk Urbánek                           |
| Dům u zlomených srdcí                                          | Heartbreak House                                                                      | George Bernard Shaw       | drama           |                                 | 1982       | premiéra Realistické divadlo                              |
| Láskou posedlí                                                 | Fool for Love                                                                         | Sam Shepard               | drama           | Dilia                           | 1988       |                                                           |
| Mámení mysli                                                   | A Lie of the Mind                                                                     | Sam Shepard               | drama           | Dilia                           | 1989       |                                                           |
| Lidé od vedle                                                  | The People Next Door                                                                  | Pauline Coggeshall Smith  | povídka         | Orbis                           | 1970       | in: Lupiči mrtvol                                         |
| Vyprávění o síle odpudivé                                      | A Tale of Negative Gravity                                                            | Frank R. Stockton         | povídka         | Mladá fronta                    | 1969       | in: Stráž u mrtvého                                       |
| Hapgoodová                                                     | Hapgood                                                                               | Tom Stoppard              | drama           | Dilia                           | 1990       |                                                           |
| Vánoční fantazie                                               | White Christmas                                                                       | Paul Edward Theroux       | povídka         | Playboy, 12/1992                | 1992       |                                                           |
| Doma je doma                                                   | There's No Place Like Home                                                            | James Grover Thurber      | povídka         | Repertoár malé scény, 9/1966    | 1966       |                                                           |
| Poslední květina (podobenství v obrazech)                      | The Last Flower                                                                       | James Grover Thurber      | povídka         | Repertoár malé scény            | 1967       |                                                           |
| Medvědi a opice                                                | The Bears and the Monkeys                                                             | James Grover Thurber      | povídka         | Repertoár malé scény            | 1968       |                                                           |
| Mírumilovný mungo                                              | The Peacelike Mongoose                                                                | James Grover Thurber      | povídka         | Repertoár malé scény            | 1968       |                                                           |
| Smrt v ZOO                                                     | Death in the Zoo                                                                      | James Grover Thurber      | povídka         | Repertoár malé scény            | 1969       |                                                           |
| Spolčení hlupců                                                | Confederacy of Dunces                                                                 | John Kennedy Toole        | román           | Odeon                           | 1995       |                                                           |
| Groteska aneb Už nikdy sami!                                   | Slapstick, or Lonesome No More                                                        | Kurt Vonnegut             | román           | Mladá fronta                    | 1981       | opravené vydání Nakladatelství Lidové noviny 1994         |
| Jatka č. 5                                                     | Slaughterhouse-Five                                                                   | Kurt Vonnegut             | román           | Mladá fronta                    | 1973       |                                                           |
| Kolíbka                                                        | Cat's Cradle                                                                          | Kurt Vonnegut             | román           | Mladá fronta                    | 1976       | opravené vydání Mladá fronta 1994                         |
| Mechanické piano                                               | Player Piano                                                                          | Kurt Vonnegut             | román           | Odeon                           | 1979       |                                                           |
| Sirény z Titanu                                                | The Sirens of Titan                                                                   | Kurt Vonnegut             | román           | Práce                           | 1985       |                                                           |
| Snídaně šampiónů aneb Sbohem, modré pondělí!                   | Breakfast of Champions                                                                | Kurt Vonnegut             | román           | Odeon                           | 1981       |                                                           |
| Zítra, pozítří i popozítří                                     | Tomorrow and Tomorrow and Tomorrow (also as "The Big Trip Up Younder")                | Kurt Vonnegut             | povídka         | Světová literatura              | 1970       |                                                           |
| Kukaččí hnízdo                                                 | One Flew over the Cockoo's Nest                                                       | Dale Wasserman            | román           | Divadlo Na Fidlovačce           | 2000       | premiéra Divadlo Na Fidlovačce 2000                       |
| Masakr v Maine                                                 | The Maine Massacre                                                                    | Janwillem van de Wetering | román           | Mladá fronta                    | 1985       |                                                           |
| Mozek                                                          | The Brain                                                                             | Norbert Wiener            | povídka         | Mladá fronta                    | 1987       | in: Vesmír je báječné místo pro život                     |
| Kovbojové a jiné básně                                         |                                                                                       | Charles Kenneth Williams  | výběr básní     | Světová literatura              | 1991       | in: Ze současné americké poezie                           |
| Svět Charlese Dickense                                         | The World of Charles Dickens                                                          | Angus Wilson              | naučné          | Svoboda                         | 1979       |                                                           |
| Den trifidů                                                    | The Day of the Triffids                                                               | John Wyndham              | román           | Mladá fronta                    | 1972       | + Hana Žantovská, Jan Zábrana (oba verše)                 |
| Dítě na skleníku                                               |                                                                                       |                           | Sbírka básní    | Odeon                           | 1989       | Výbor ze současné americké poezie. +další překladatelé    |
| Jeskynní ptáci                                                 | Wodwo / Crow: From the Life and Songs of the Crow / Cave Birds: Alchemical Cave Drama | Ted Hughes                | Sbírka básní    | Odeon                           | 1986       |                                                           |
| 15 pátračů                                                     |                                                                                       |                           | Sbírka básní    | Odeon                           | 1987       | + další překladatelé;                                     |
| Přežili jsme v Pacifiku                                        | Survive the Savage Sea                                                                | Dougal Robertson          | naučné          | Panorama                        | 1978       |                                                           |
| Tři ženské hlasy z básnícího chóru                             |                                                                                       |                           | Sbírka básní    | Světová literatura, 5/1988      | 1988       | + další překladatelé (Jaroslav Kořán básně H. Lawsonové)  |
| Ve jménu zákona                                                |                                                                                       |                           | sbírka povídek  | ČTK-Pragopress                  | 1969       | + 8 detektivek                                            |
| Žehnej vám pánbůh, pane Rosewater                              | God Bless You, Mr. Rosewater                                                          | Kurt Vonnegut             | drama           |                                 | 1982       | premiéra Brno, Státní divadlo 1982                        |